# 短吻鬼鮋
短吻鬼鮋（学名：Inimicus brachyrhynchus）為輻鰭魚綱鮋形目鮋亞目毒鮋科的其中一種，為熱帶海水魚，分布於中西太平洋香港及新加坡海域，棲息深度0-50公尺，體長可達22公分，棲息在砂泥底質底層水域，生活習性不明，具有毒性。